# 奥芬多夫
奥芬多夫（法語：Offendorf，法語發音：[ɔfəndɔʁf]）是法国下莱茵省的一个市镇，属于阿格诺-维桑堡区。

## 地理
奥芬多夫（48°42'43"N, 7°54'58"E）面积14.22 平方千米，位于法国大東部大區下莱茵省，该省份为法国大陆部分最东部的省份，是阿尔萨斯的一部分，今与上莱茵省组成了阿尔萨斯欧洲集体，其南至上莱茵省，西南接孚日省和默尔特-摩泽尔省，西接摩泽尔省，北与德国接壤。
与奥芬多夫接壤的市镇（或旧市镇、城区）包括：德吕瑟奈姆、冈布桑、埃尔利赛姆、韦埃尔桑。

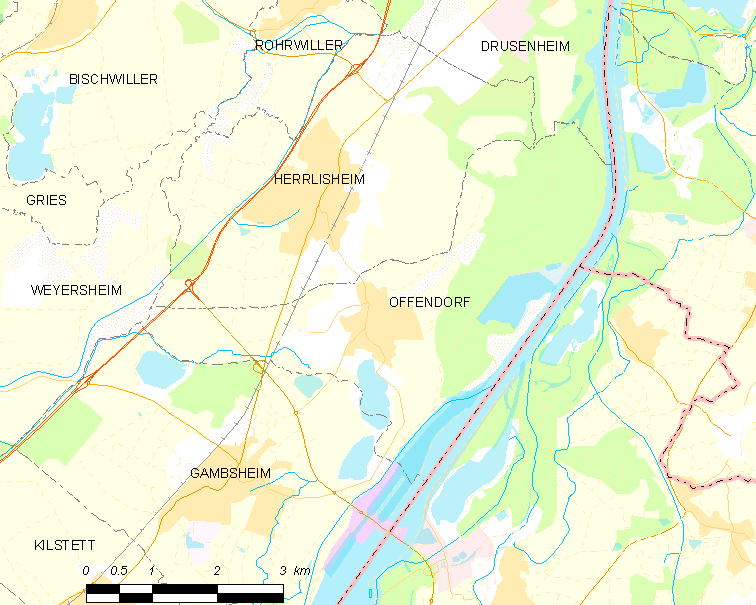
奥芬多夫的OSM定位图

奥芬多夫的时区为UTC+01:00、UTC+02:00（夏令时）。

## 行政
奥芬多夫的邮政编码为67850，INSEE市镇编码为67356。

## 政治
奥芬多夫所属的省级选区为比什维莱尔县。

## 人口

1962-2008年间奥芬多夫人口变化图示

奥芬多夫于2022年1月1日时的人口数量为2481人。